# قرار مجلس الأمن التابع للأمم المتحدة رقم 1054
قرار مجلس الأمن التابع للأمم المتحدة رقم 1054، الذي اعتمد في 26 أبريل 1996، بعد إعادة تأكيد القرار 1044 (1996) بشأن محاولة اغتيال الرئيس المصري حسني مبارك في قمة منظمة الوحدة الأفريقية في العاصمة الإثيوبية أديس أبابا في 26 يونيو 1995، فرض المجلس جزاءات على حكومة السودان بعد فشلها في الامتثال لطلبات منظمة الوحدة الأفريقية بتسليم المشتبه فيهم الذين يأوون في البلد إلى إثيوبيا.
وأعرب مجلس الأمن عن جزعه إزاء محاولة الاغتيال، وأعرب عن اقتناعه بأن المسؤولين عنه هم الذين سيتم تقديمهم إلى العدالة. واعتبرت منظمة الوحدة الأفريقية ان الهجوم هو هجوم على كل افريقيا وليس فقط على رئيس مصر أو على سيادة إثيوبيا. وأشير إلى أن السودان لم يمتثل لطلبات منظمة الوحدة الأفريقية، التي تشكل تهديدا للسلام والأمن الدوليين.
وطالب المجلس، وهو يتصرف بموجب الفصل السابع من ميثاق الامم المتحدة، السودان بتسليم المشتبه فيهم الثلاثة إلى إثيوبيا فورا والكف عن دعم الأنشطة الإرهابية أو إيواء الإرهابيين في أراضيها. ستدخل الأحكام التالية حيز النفاذ في الساعة 00:01 بتوقيت شرق الولايات المتحدة في 10 مايو 1996 ما لم يمتثل السودان للقرار. وكان على جميع البلدان أن تقوم بما يلي:
(أ) تخفيض عدد الموظفين في بعثاتهم الدبلوماسية في السودان وفرض قيود على سفر أعضاء الحكومة السودانية أو الجيش السوداني؛
(ب) الامتناع عن عقد مؤتمرات دولية في السودان؛
(ج) تقديم تقرير إلى الأمين العام للأمم المتحدة بطرس غالي في غضون 60 يوما بشأن التدابير التي اتخذتها لتنفيذ القرار. وقد امتثلت 40 دولة فقط لهذا الحكم.
وطُلب إلى الأمين العام أن يقدم في غضون 60 يوما تقريرا عن تنفيذ هذا القرار، ثم يقرر المجلس ما إذا كان السودان قد امتثل لهذه الشروط.
وقد امتنعت الصين وروسيا عن التصويت على القرار 1054، الذي وافق عليه الأعضاء الـ13 الآخرون في المجلس. وصف السودان العقوبات بأنها «صادمة» و «غير منصفة»، ووصفها بأنها محاولة لعزل البلد. فرضت جزاءات أخرى على البلد في القرار 1070.

## وصلات خارجية
- نص القرار في undocs.org